# Joanna Lorek
Joanna Lorek, po mężu Jaroszewska (ur. 11 września 1976 we Wrocławiu) – polska koszykarka występująca na pozycji niskiej skrzydłowej.
W sezonie 1996/1997 trafiła 48 rzutów za 3 punkty, zajmując tej kategorii piąte miejsce w lidze. W 1998, trafiając 54 trójki uplasowała się na trzeciej pozycji w lidze, w tym elemencie gry. W 2001 zajęła drugie miejsce w rankingu najlepszych strzelczyń I ligi kobiet ze średnią 19,8 punktów na mecz. Podczas rozgrywek 2002/2003, notując 51 celnych trójek znalazła się na czwartym miejscu w PLKK.   

## Osiągnięcia
Na podstawie, o ile nie zaznaczono inaczej.

### Drużynowe
- Uczestniczka międzynarodowych rozgrywek Pucharu Ronchetti (1998/199)
- Awans do PLKK z AZS-em Wrocław (1993)[1]

### Reprezentacja
- Uczestniczka mistrzostw Europy U–18 (1994 – 12. miejsce)[4]